# Vidas Dančenka
Vidas Dančenka (ur. 2 sierpnia 1973 w Telszach) – litewski piłkarz występujący na pozycji napastnika. Czterokrotny reprezentant Litwy. Król strzelców A lygi w sezonie 1997/1998.